# Космос-809
Космос-809 је један од преко 2400 совјетских вјештачких сателита лансираних у оквиру програма Космос.
Космос-809 је лансиран са космодрома Тјуратам, Бајконур, СССР, 18. марта 1976. Ракета-носач Р-7 Семјорка (рус. Семёрка) (8К71, НАТО ознака SS-6 Sapwood) са додатим степеном је поставила сателит у орбиту око планете Земље. Маса сателита при лансирању је износила 4000 килограма. Космос-809 је био осматрачки сателит.